# Rundfunkjahr 2017

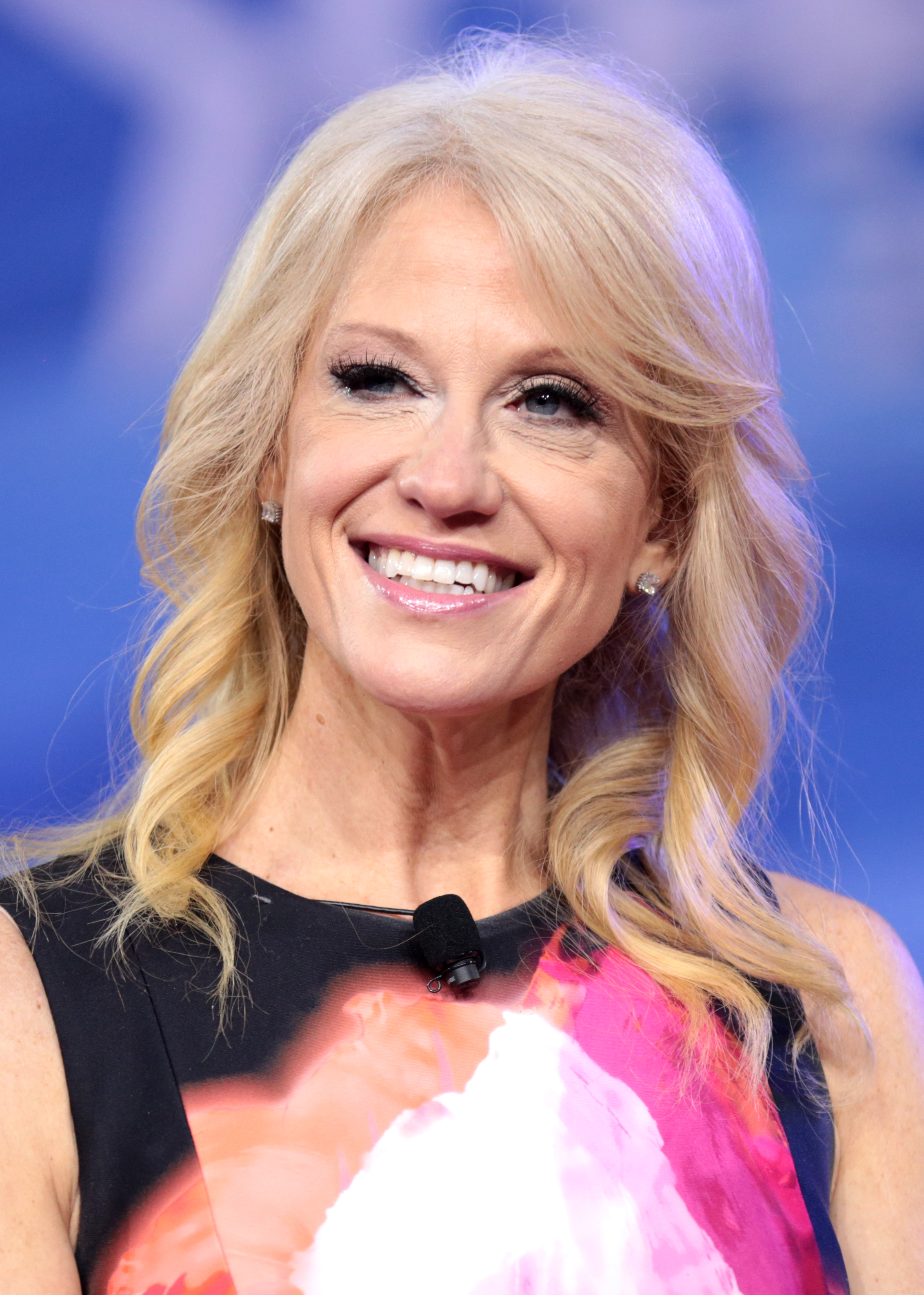
2017: Die Beraterin von US-Präsidenten Donald Trump, Kellyanne Conway prägt anlässlich einer Pressekonferenz zur Amtseinführung Donald Trumps den Begriff Alternative Fakten

Liste der Rundfunkjahre

◄◄ | ◄ | 2013 | 2014 | 2015 | 2016 | Rundfunkjahr 2017 | 2018 | 2019 | 2020 | 2021 | ►

Weitere Ereignisse

## Allgemein
- 1. Januar: Das 77. Neujahrskonzert der Wiener Philharmoniker wurde in 93 Ländern der Welt im Hörfunk und im Fernsehen ausgestrahlt.
- 14. Februar: der deutsch-türkische Journalist und Publizist Deniz Yücel wird in der Türkei unter dem Vorwurf angeblicher "Terrorpropaganda" in Untersuchungshaft genommen.
- 24. Februar: Medienvertreter des Sender BBC, CNN, der New York Times, und des Onlineportals Politico wurde der Zugang zu einer Fragerunde mit dem Sprecher des neuen amerikanischen Präsidenten Donald Trump im Weißen Haus verwehrt. Unter anderem der Dienst Breitbart wurde dagegen zugelassen. Vertreter der Nachrichtenagentur Associated Press und des „Time“-Magazins boykottierten die Fragerunde daraufhin aus Solidarität mit ihren Kollegen. Trump sagte kurze Zeit später über Twitter seine Teilnahme am Gala-Dinner der beim Weißen Haus akkreditierten Korrespondenten ab.[1]
- 16. März: Die US-amerikanische Regierung Trump legt den Entwurf für den Jahreshaushalt vor, in dem die Zuschüsse des Bundes für die öffentlichen Sender NPR und PBS (zuletzt: 445 Millionen Dollar pro Jahr) vollständig gestrichen werden. Das entspräche der Hälfte der Mittel, aus denen sich die Sender finanzieren; hinzu kommen Spenden der Hörer und der Zuschauer. Das zukünftige Budget des Auslandsrundfunks wurde darin gänzlich offengelassen.[2]
- 3. September: Durch die Evakuierung in Frankfurt am Main ist auch der Hauptsitz des Hessischen Rundfunks betroffen. Die Radiowellen hr1, hr3 und hr4 senden ein gemeinsames Programm aus dem hr-Studio in Kassel. Im hr-fernsehen wurde seit 6 Uhr in der Früh eine Live-Berichterstattung gesendet.

## Hörfunk
- 1. Januar: Radio Vatikan verliert nach 85 Jahren seines Bestehens seine Unabhängigkeit und wird mit dem Beginn des neuen Jahres in das 2015 gegründeten Kommunikationssekretariat des Heiligen Stuhls eingegliedert. Die Umstrukturierung war kontrovers diskutiert worden.[3][4] Sie weist auf die weitergehende Umstrukturierung voraus, die zum Jahresende eingreift.
- 1. Januar: Das internationale und interkulturelle Hörfunkprogramm Funkhaus Europa (von WDR, Radio Bremen und Rundfunk Berlin-Brandenburg) heißt jetzt COSMO.
- 1. Januar: Der französische öffentlich-rechtliche Hörfunk Radio France hat seine Sendungen auf Langwelle zum Jahreswechsel 2016/2017 eingestellt. Die Ausstrahlung des Programms France Inter über den Sender Allouis auf 162 kHz endete zu Beginn des neuen Jahres um Mitternacht,[5] ein Jahr nachdem die Ausstrahlung auf Mittelwelle eingestellt worden war.[6]
- 1. Januar: Der irländische Rundfunk RTÉ stellt seine werktäglichen Sendungen auf Kurzwelle für Afrika ein. Zuletzt gab es ein halbstündiges Nachrichtenprogramm sowie vereinzelt noch Sportübertragungen. Die Hörer werden stattdessen auf die Livestreams im Internet verwiesen.[7]
- 11. Januar: In Norwegen beginnt die Abschaltung der UKW-Hörfunksender, die bis zum Jahresende abgeschlossen sein soll. Nur kleine Lokalsender dürfen bis 2022 weiter senden. An die Stelle der UKW-Versorgung treten DAB+ und Livestreams für mobile Endgeräte.[8][9]
- 18. Januar: AFN und Deutschlandfunk tauschen ihre Frequenzen im Rhein-Main-Gebiet. Dadurch erhält der Deutschlandfunk die traditionsreiche Welle 98,7 MHz, die vom Großen Feldberg im Taunus ausgestrahlt wird und erstmals für eine weit reichende und flächendeckende Versorgung im ganzen Rhein-Main-Gebiet sowie in Mittelhessen sorgt.[10][11][12] Die ehemaligen Frequenzen des Deutschlandfunks werden nach einer Entscheidung der hessischen Landesmedienanstalt mit den Programmen privater Hörfunkveranstalter belegt. Die Programme Planet Radio (Wetzlar, Bad Camberg, Gelnhausen) und Harmony FM (Frankfurt) erhalten die wichtigsten Stationen; sie werden von der privaten Radio-FFH-Gruppe betrieben. Zum Zuge kommen im übrigen Radio Bob (Hanau, Gießen) und Radio Teddy (Kassel, Bad Hersfeld, Fulda).[13]
- 3. Februar: Radio Bremen schaltet sein neues Jugendangebot Bremen Next in Bremen und Bremerhaven auf den ehemaligen UKW-Frequenzen des Programms COSMO (vormals Funkhaus Europa) auf. COSMO ist in Bremen und Bremerhaven nur noch auf schwachen Füllsenderfrequenzen zu hören.[14]
- 10. Februar: Während andere Rundfunkanstalten ihre Programme auf Langwelle nach und nach eingestellt haben, sendet die irische RTÉ auf politischen Druck hin „mindestens bis 2019“ weiter auf 252 kHz. Zu den Hörern zählen vor allem irische Auswanderer in Großbritannien, die dort häufig in prekären Verhältnissen leben.[15][16]
- 15. Februar: Der UKW-Sendernetzbetreiber Media Broadcast erklärt, dass er den von ihm beherrschten Geschäftsbereich aufgeben wird.[17]
- 24. März: Der 1965 offiziell eingerichtete englische Dienst für Asien von Radio Vatikan wurde zum Ende der winterlichen Sendeperiode zum letzten Mal terrestrisch ausgestrahlt.[18]
- 25. März: Der 360 Meter hohe Sendemast des Langwellensenders Zehlendorf, der bereits seit Ende 2014 nicht mehr in Betrieb war und zuletzt nur noch als Antennenträger für einige UKW-Sender diente, wurde gesprengt. Die UKW-Frequenzen wurden teilweise auf umliegende Standorte verteilt (Eberswalde, Gransee), die Frequenz 90,8 MHz von Antenne Brandenburg hingegen ersatzlos abgeschaltet, sodass Hörer im Barnim fortan nicht mehr die richtige Regionalausgabe aus Frankfurt (Oder), sondern nur noch die falsche Regionalausgabe aus Potsdam empfangen können.[19]
- 30. März: Die Rundfunk-Verbände VPRT und APR veröffentlichen als Reaktion auf den angekündigten Rückzug der Media Broadcast aus dem UKW-Markt, eine Frankfurter Erklärung, in der ein Rahmen für die zukünftige technische Verbreitung von UKW-Radio in Deutschland definiert wird.[20]
- 1. Mai: Beim österreichischen Kultur- und Informationssender Österreich 1 (Ö1) tritt eine Programmschemareform in Kraft. Neben einer Neugestaltung des Webauftritts, des Logos und des Claims werden neue Sendungen wie das Medienmagazin #doublecheck, die Gesprächssendung Punkt eins und Programmflächen wie der Ö1 Kunstsonntag  eingeführt.[21]
- 1. Oktober: Anlässlich des 50. Geburtstags des Senders (1. Oktober 1967) erhalten sämtliche Ö1-Sendungen neue Signationen. Die 100, oft nur wenige Sekunden langen Einzelkennungen wurden von Christian Muthspiel komponiert und vom Radio-Symphonieorchester eingespielt. Es handelt sich nach den von Werner Pirchner 1994 komponierten Kennungen um die zweite großflächige akustische Neugestaltung von Ö1.
- 8. Dezember: Der Bayerische Rundfunk verzichtet wegen der veränderten Bedarfslage und aus Rücksicht auf die Interessen der bayerischen Zeitungsverleger auf den Frequenztausch zwischen seinen Hörfunkprogrammen BR-Klassik und Puls.[22]
- 17. Dezember: Radio Vatikan wird in das neu gegründete multimediale Nachrichtenportal Vatican News überführt, das die journalistische Arbeit des Heiligen Stuhls fortan unter einer einheitlichen Dachmarke vereint.[23]

## Fernsehen
- 1. Januar: China Central Television (CCTV) hat sein Auslandsfernsehen neu geordnet. Seit dem 1. Januar 2017 sendet das China Global Television Network (CGTN) auf Englisch, Französisch, Spanisch, Russisch und Arabisch. Zu diesen Programmen hinzu tritt der englische Dokumentationskanal CGTN Documentary. Die Programme werden derzeit in Peking und in Nairobi produziert; eine europäische Niederlassung ist in Vorbereitung.[24][25]
- 6. Januar: Nachdem bereits am 2. Januar TecTime TV einen Insolvenzantrag gestellt hat, wird nun auf unbestimmte Zeit der Sendebetrieb über Astra eingestellt.
- 29. März: In einigen Ballungsgebieten in Deutschland beginnt der Regelbetrieb für DVB-T2 HD. Bis 2018 sollen alle bisherigen alten DVB-T-Sender durch DVB-T2 HD abgelöst werden.[26]
- 29. Dezember: Das ARD-Mittagsmagazin sendet nach 28 Jahren zum letzten Mal aus München. Die langjährige Moderatorin Hannelore Fischer geht in den Ruhestand. Die Sendung zieht in ein neues Studio in Berlin mit neuen Moderatoren.

## Gestorben
- 4. Januar: Klaus Wildbolz (* 1937), österreichisch-schweizerischer Schauspieler, der aus vielen Fernsehserien bekannt war, stirbt 79-jährig.
- 28. April: Erich Helmensdorfer (* 1920), deutscher Fernsehmoderator der Quizsendung Alles oder nichts und von heute, stirbt 96-jährig.
- 6. November: Karin Dor (* 1938), deutsche Film- und Fernsehschauspielerin, stirbt 79-jährig.
- 9. November: John Hillerman (* 1932), US-amerikanischer Schauspieler (Magnum, 1980–1988) stirbt 84-jährig.
- 30. Dezember: Thomas Leif (* 1959), deutscher Journalist im öffentlichen Rundfunk (zuletzt beim SWR) stirbt 58-jährig